# Porto Antico (Genua)

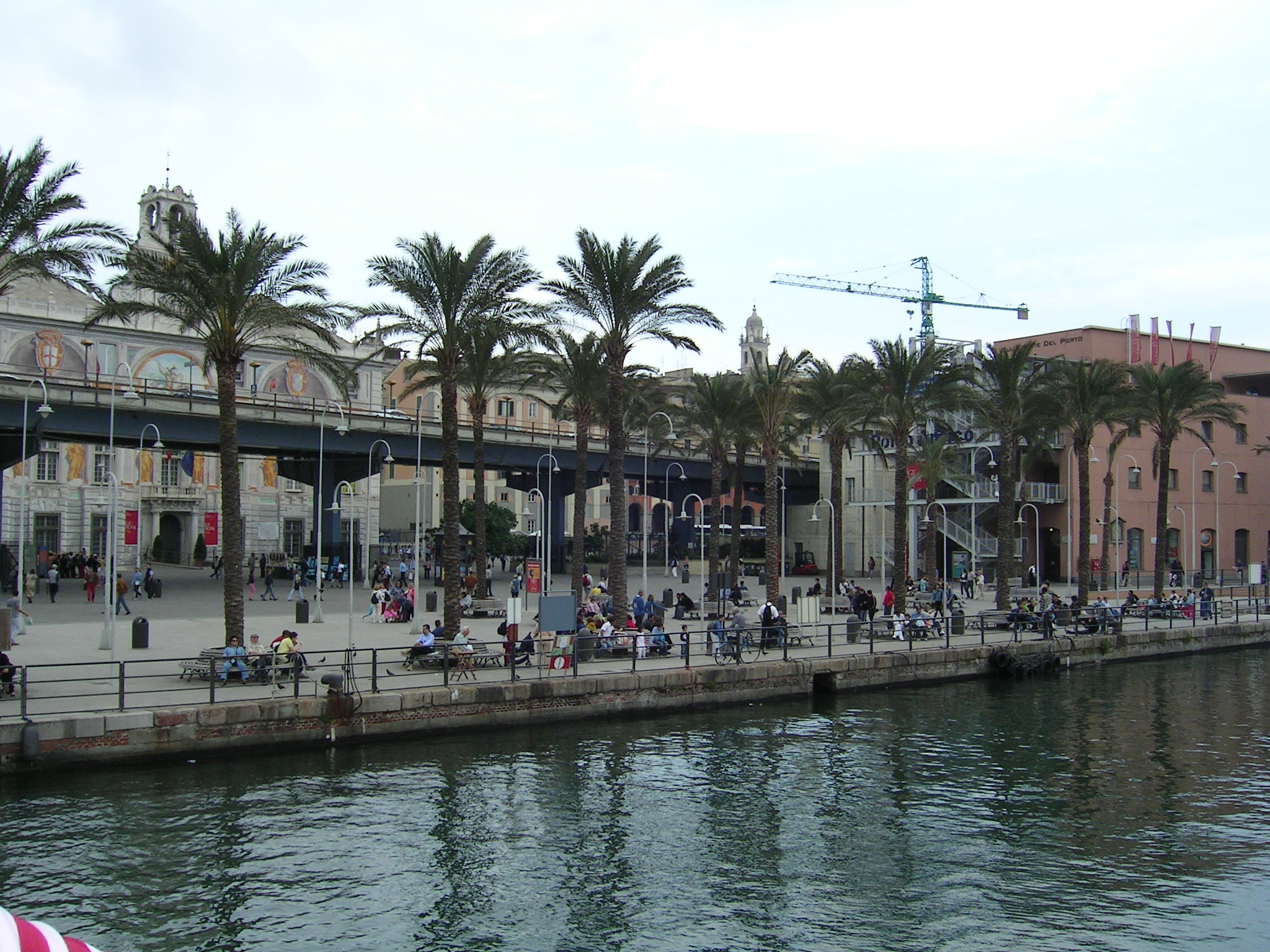
Die Promenade des Porto Antico; im Hintergrund die Sopraelevata Aldo Moro und der Palazzo San Giorgio

Der Porto Antico ist ein Touristenhafen in Genua. Als ehemaliger Industriehafen war er lange Zeit von der angrenzenden Altstadt abgetrennt und wurde erst 1992, zur Expo anlässlich des Kolumbusjahres, von dem genuesischen Architekten Renzo Piano umstrukturiert und kulturell aufgewertet. Heute ist der Porto Antico einer der größten Anziehungspunkte für Touristen, aber auch für die Anwohner von Genua.
Attraktion des Hafens ist in erster Linie das zweitgrößte Aquarium Europas, das Acquario di Genova. Der Komplex wurde 1992 von Renzo Piano in Zusammenarbeit mit dem US-amerikanischen Architekten Peter Chermayeff in Form eines Frachtschiffes entworfen. Das Aquarium verfügt sowohl über Süß- wie auch Salzwasserbassins mit Delfinen, Bullenhaien, Robben und Krokodilen, aber auch über verschiedene Biosphären mit zahlreichen Kolibriarten.
Weitere Sehenswürdigkeiten am Hafen sind der sogenannte Bigo, ein Aussichtsfahrstuhl, und die Glaskugel der Biosphäre, welche eine Vielzahl von tropischen Vögeln und Schmetterlingen in einem nachempfundenen Regenwald beherbergt. Die ehemaligen Baumwolllagerhallen (Magazzini del cotone) wurden zu einem wichtigen Konferenzzentrum und Kinokomplex umgebaut und bieten daneben Platz für eine Vielzahl an kleinen Geschäften und Bars.

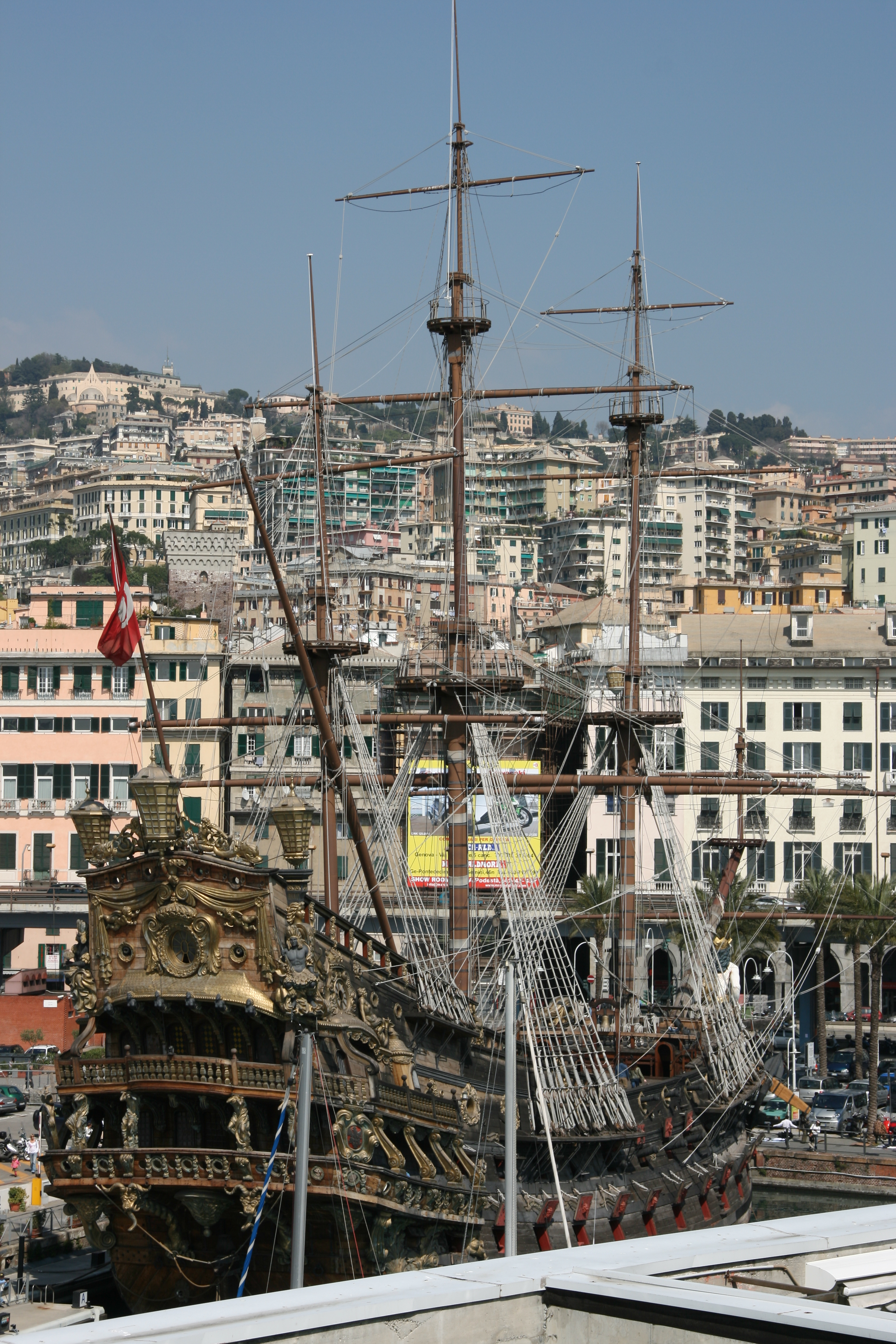
Die seetüchtige Neptune aus dem Polanski-Film Piraten im Alten Hafen von Genua

## Bauwerke
- das Aquarium
- die Messehalle Italia
- das Meeresmuseum Galata
- der Palazzo San Giorgio (heute Sitz der Hafendirektion)
- der Palazzino Millo mit dem Sitz des Museo Nazionale dell’Antartide Felice Ippolito
- der Festplatz Porto Antico
- der Bigo von Renzo Piano
- die Porta del molo
- die (ehemaligen) Baumwolllagerhallen
- die Arena del mare